# Virginia Slims Championships 1987 - Doppio
Il doppio del torneo di tennis Virginia Slims Championships 1987, facente parte del Virginia Slims World Championship Series 1987, ha avuto come vincitrici Martina Navrátilová e Pam Shriver che hanno battuto in finale Claudia Kohde Kilsch e Helena Suková con il punteggio di 6–1, 6–1.

## Teste di serie
1. Martina Navrátilová /  Pam Shriver (Campionesse)
2. Claudia Kohde Kilsch /  Helena Suková (finale)

1. Zina Garrison /  Lori McNeil (primo turno)
2. Steffi Graf /  Gabriela Sabatini (semifinali)

## Tabellone

### Legenda
| - Q = Qualificato - WC = Wild card - LL = Lucky loser | - ALT = Alternate - SE = Special Exempt - PR = Protected Ranking | - w/o = Walkover - r = Ritirato - d = Squalificato |

|  | Primo turno | Primo turno                        | Primo turno                   | Primo turno | Primo turno |  |  | Semifinali | Semifinali                         | Semifinali                         | Semifinali                         | Semifinali                         |   |   | Finale | Finale                          | Finale                          | Finale | Finale |  |
|  |             |                                    |                               |             |             |  |  |            |                                    |                                    |                                    |                                    |   |   |        |                                 |                                 |        |        |  |
|  | 1           | Martina Navrátilová Pam Shriver    | 7                             | 5           | 6           |  |  |            |                                    |                                    |                                    |                                    |   |   |        |                                 |                                 |        |        |  |
|  |             | Jana Novotná Catherine Suire       | 6                             | 7           | 4           |  |  | 1          | Martina Navrátilová Pam Shriver    | 3                                  | 7                                  | 6                                  |   |   |        |                                 |                                 |        |        |  |
|  | 4           | Steffi Graf Gabriela Sabatini      | Steffi Graf Gabriela Sabatini | 6           | 6           |  |  | 4          | Steffi Graf Gabriela Sabatini      | 6                                  | 6                                  | 1                                  |   |   |        |                                 |                                 |        |        |  |
|  |             | S Černeva Larisa Neiland           | S Černeva Larisa Neiland      | 1           | 4           |  |  |            |                                    |                                    |                                    |                                    |   |   | 1      | Martina Navrátilová Pam Shriver | Martina Navrátilová Pam Shriver | 6      | 6      |  |
|  |             | Elise Burgin Rosalyn Nideffer      | 2                             | 6           | 6           |  |  |            |                                    | 2                                  | Claudia Kohde Kilsch Helena Suková | Claudia Kohde Kilsch Helena Suková | 1 | 1 |        |                                 |                                 |        |        |  |
|  | 3           | Zina Garrison Lori McNeil          | 6                             | 2           | 1           |  |  |            | Elise Burgin Rosalyn Nideffer      | Elise Burgin Rosalyn Nideffer      | 2                                  | 3                                  |   |   |        |                                 |                                 |        |        |  |
|  | 2           | Claudia Kohde Kilsch Helena Suková | 6                             | 3           | 7           |  |  | 2          | Claudia Kohde Kilsch Helena Suková | Claudia Kohde Kilsch Helena Suková | 6                                  | 6                                  |   |   |        |                                 |                                 |        |        |  |
|  |             | Mary Lou Daniels Anne White        | 4                             | 6           | 5           |  |  |            |                                    |                                    |                                    |                                    |   |   |        |                                 |                                 |        |        |  |